# Krauthausen (Niederzier)
Krauthausen is een plaats in de Duitse gemeente Niederzier, deelstaat Noordrijn-Westfalen, en telt 726 inwoners (2007).